# Amapala
Amapala est une municipalité du Honduras située dans le département de Valle. Elle est formée par l'île du Tigre et ses îlots et rochers satellites dans le golfe de Fonseca sur l'Océan Pacifique.
Sa superficie est de 75,2 km2 pour une population de 9 687 au recensement de 2001. Grâce à la profondeur du détroit séparant l'île du continent et en dépit de l'absence d'infrastructures modernes, Amapala a longtemps servi de principal port du Honduras sur la côte Pacifique. À la fin du XIXe, Amapala fut progressivement remplacé par le port de San Lorenzo, sur le continent. Ces dernières années, la grave crise que connut le pays à amener beaucoup d'habitants d'Amapala à émigrer aux États-Unis et plus récemment en Espagne.
Le nom de l'île du Tigre date du XVIe lorsqu'un groupe de pirates mené par Francis Drake s'est installé sur l'île et qualifié de bêtes sauvages assoiffées de sang par les autochtones. Le nom d'Amapala provient du nahuatl et signifie "près de Amates". Selon une autre version le nom dériverait d'un dialecte Goajiquiro à partir des mots "ama" (maïs) y "palha" (colline) et signifierait donc colline de maïs.
Amapala fut la capitale provisoire du Honduras, lors de la prise de pouvoir du docteur Marco Aurelio Soto le 26 août 1876. Elle fut également le siège de la Conférence tenue en 1895 pour la création de la Grande République d'Amérique centrale.